# Alexander von Bunge
Alexander von Bunge (Andrejewitsch, Aleksandr, Andreevic, Aleksandrovic, ryska: Александр Андреевич Бунге: Aleksandr Andrejevitj Bunge), född 24 september 1803 i Kiev, död 6 juli 1890 i Dorpat, var en rysk (balttysk) botaniker. Han var bror till Friedrich Georg von Bunge samt far till Gustav von Bunge och Alexander Bunge.
Bunge var 1836–1868 professor vid Dorpats kejserliga universitet. Han gjorde flera vetenskapliga resor i bland annat Centralasien, Altaj, Kina och Persien. Han utgav bland annat  Enumeratio plantarum, quas in China boreali collegit Alexander von Bunge (1831), Plantarum mongolico-chinensium decas I (1835), Beitrag zur Kenntnis der Flora Russlands und der steppen Centralasiens (1851), Labiatæ persicæ (1873) och en mängd växtmonografier.
Auktorsnamnet Bunge kan användas för Alexander von Bunge i samband med ett vetenskapligt namn inom botaniken; se Wikipediaartiklar som länkar till auktorsnamnet.